# Diabolus in Musica
Diabolus in Musica er det syvende studiealbum af det amerikanske thrash metalband Slayer. Det blev udgivet 9. juni 1998 af American Recordings og var Slayers tredje album med daværende trommeslager Paul Bostaph.
Albummet viser en langsommere og mørkere musikalsk stil, som næsten er groove metal, mikset med Slayers traditionelle thrash rødder.
Kerry King har sagt at han på det tidspunkt var begyndt at hade musikindustrien, hvilket er den centrale grund til at næsten al musikken på albummet blev skrevet af Jeff Hanneman (direkte modsat af det forrige album, Divine Intervention, hvor King skrev størstedelen af musikken)
Diabolus in Musica er det eneste originale Slayer-album hvor albummets titel ikke enten er titlen på en af sangene, eller bliver nævnt i en af sangene. Det er i stedet en hentydning til tritonus – et interval der ofte bruges i heavy metal-musik.

## Spor
1. "Bitter Peace" (Hanneman) – 4:32
2. "Death's Head" (Hanneman) – 3:34
3. "Stain of Mind" (musik: Hanneman; tekst: King) – 3:24
4. "Overt Enemy" (Hanneman) – 4:41
5. "Perversions of Pain" (musik: Hanneman; tekst: King) – 3:33
6. "Love to Hate" (musik: Hanneman; tekst: Hanneman/King) – 3:07
7. "Desire" (musik: Hanneman; tekst: Araya) – 4:20
8. "In the Name Of God" (King) – 3:40
9. "Scrum" (musik: Hanneman; tekst: King) – 2:16
10. "Screaming from the Sky" (musik: Hanneman; tekst: Araya/Hanneman/King) – 3:12
11. "Wicked" (musik: Hanneman/King; tekst: Araya/Bostaph) – 6:00
12. "Point" (musik: Hanneman; tekst: King) – 4:11

Kun de europæiske og japanske versioner af albummet indeholder sangen "Wicked" (spor 11).

## Hitlisteplacering

### Album
| År   | Hitliste          | Placering |
| ---- | ----------------- | --------- |
| 1998 | The Billboard 200 | 31        |